# 週刊!ニッポン放送
週刊!ニッポン放送（しゅうかん!ニッポンほうそう）は、ニッポン放送にて2009年4月5日から2012年4月1日まで放送された番宣番組である。

## 概要
2009年から『JOLF INFORMATION PLUS』の後継番組として始まる。一週間に放送される番組やイベント情報を音楽を掛けながら伝えた。初代担当の飯田浩司は、『ニッポン放送の歴史上かつて無いマイナー番組』として声帯だけイケメンのアナウンサーと自称した。

## コーナー
- 世界の窓際から：鉄道ファンの飯田が『世界の車窓から』をパロディー化したコーナーである。メールで寄せられる「物真似で読んで下さい」とのリクエストに応じていた[1]。

## 放送時間の変遷
放送終了時点
- 日曜：5時20分 - 5時30分（2010年10月10日 - 2011年3月、7月 - 2012年4月1日）

過去
- 日曜：5時20分 - 5時45分（2009年4月 - 10月）
- 日曜：5時30分 - 5時45分（2009年10月 - 2010年10月3日）

## 出演者

### パーソナリティ
共にニッポン放送アナウンサー
放送終了時点
- 五戸美樹[2]（2010年1月 - 2012年4月1日）

過去
- 飯田浩司（2009年4月 - 2009年12月20日）